# Acta Archaeologica Carpathica
Acta Archaeologica Carpathica – periodyk wydawany regularnie w Krakowie od 1958 roku. Wydawca: Polska Akademia Umiejętności (Polish Academy of Arts and Sciences). Prace naukowe wydawane w tym czasopiśmie publikowane są w językach kongresowych, dotyczą archeologii.